# Селище (Сумський район)
Се́лище — село в Україні, у Лебединській міській громаді Сумського району Сумської області. Населення становить 113 осіб. До 2020 року орган місцевого самоврядування — Будильська сільська рада.

## Географія
Село Селище знаходиться на лівому березі річки Псел в місці впадання неї річки Будилка, вище за течією на відстані 5 км розташоване село Барабашівка, нижче за течією на відстані 11 км розташоване село Бобрик Полтавської області, на протилежному березі — село Боброве. Річка в цьому місці звивиста, утворює лимани, стариці (Старий Псел) і заболочені озера. До села примикає великий лісовий масив (сосна).

## Історія
12 червня 2020 року, відповідно до Розпорядження Кабінету Міністрів України № 723-р «Про визначення адміністративних центрів та затвердження територій територіальних громад Сумської області» увійшло до складу Лебединської міської громади.
19 липня 2020 року, після ліквідації Лебединського району, село увійшло до Сумського району.